# Norma (imię)
Norma – imię żeńskie stworzone przez Felice Romaniego, librecistę Normy Belliniego, dla tytułowej bohaterki tej opery, prawdopodobnie w związku z łacińskim znaczeniem tego słowa – reguła, zasada. Stosowane także jako żeński odpowiednik imienia Norman. 
Norma imieniny obchodzi 12 lutego.
Znane osoby noszące imię Norma:
- Norma Aleandro – argentyńska aktorka
- Marilyn Monroe, właśc. Norma Jeane Mortenson, Norma Jeane Baker – amerykańska aktorka filmowa, legenda kina
- Norma Gladys Cappagli – Miss World w 1960
- Norma Shearer – amerykańska aktorka

Postaci fikcyjne o imieniu Norma:
- Norma – tytułowa bohaterka opery Belliniego
- Norma Rae Webster – tytułowa bohaterka filmu Norma Rae
- Norma Elizondo – bohaterka kolumbijskiej telenoweli Gorzka zemsta
- Norma Bates - bohaterka filmu Psychoza Alfreda Hitchcocka wyreżyserowanego w 1960 r. na podstawie powieści Roberta Blocha
- Granny Norma - jeden z głównych bohaterów fimu Lorax